# Carlos Vela
Carlos Alberto Vela Garrido, mehiški nogometaš, * 1. marec 1989, Cancún, Quintana Roo, Mehika.
Carlos Vela je napadalec ameriškega kluba Los Angeles FC. Med letoma 2007 in 2018 je igral za mehiško nogometno reprezentanco.